# François Clouet
François Clouet (Tours, 1510? - París, 22 de desembre de 1572) va ser un pintor francès del Renaixement. Tot i que no es coneix massa de la seua vida i de la seua obra, se sap que va succeir a son pare, Jean Clouet, com a pintor oficial de la Cort. Els seus treballs per a Francesc I no estan documentats abans dels funerals d'aquest, que van estar organitzats pel mateix Clouet. Només va signar dos quadres: el retrat de Pierre Quthe (1562, Louvre, París) i Dama al bany (c. 1570, Cook Collection, Richmond). Tanmateix, va realitzar els retrats oficials de la cort, com els d'Enric II o Carles IX. Se li atribueixen una cinquantena dibuixos, però cal considerar que, en general, els treballs artístics d'aquella època eren sobretot el resultat d'un treball en equip. En el cas de Clouet, el seu taller estava particularment dedicat a la producció de sèries de retrats. Aquests objectes, molt a la moda, estaven destinats a una aristocràcia a la recerca d'objectes artístics més accessibles que la pintura històrica.

## Galeria

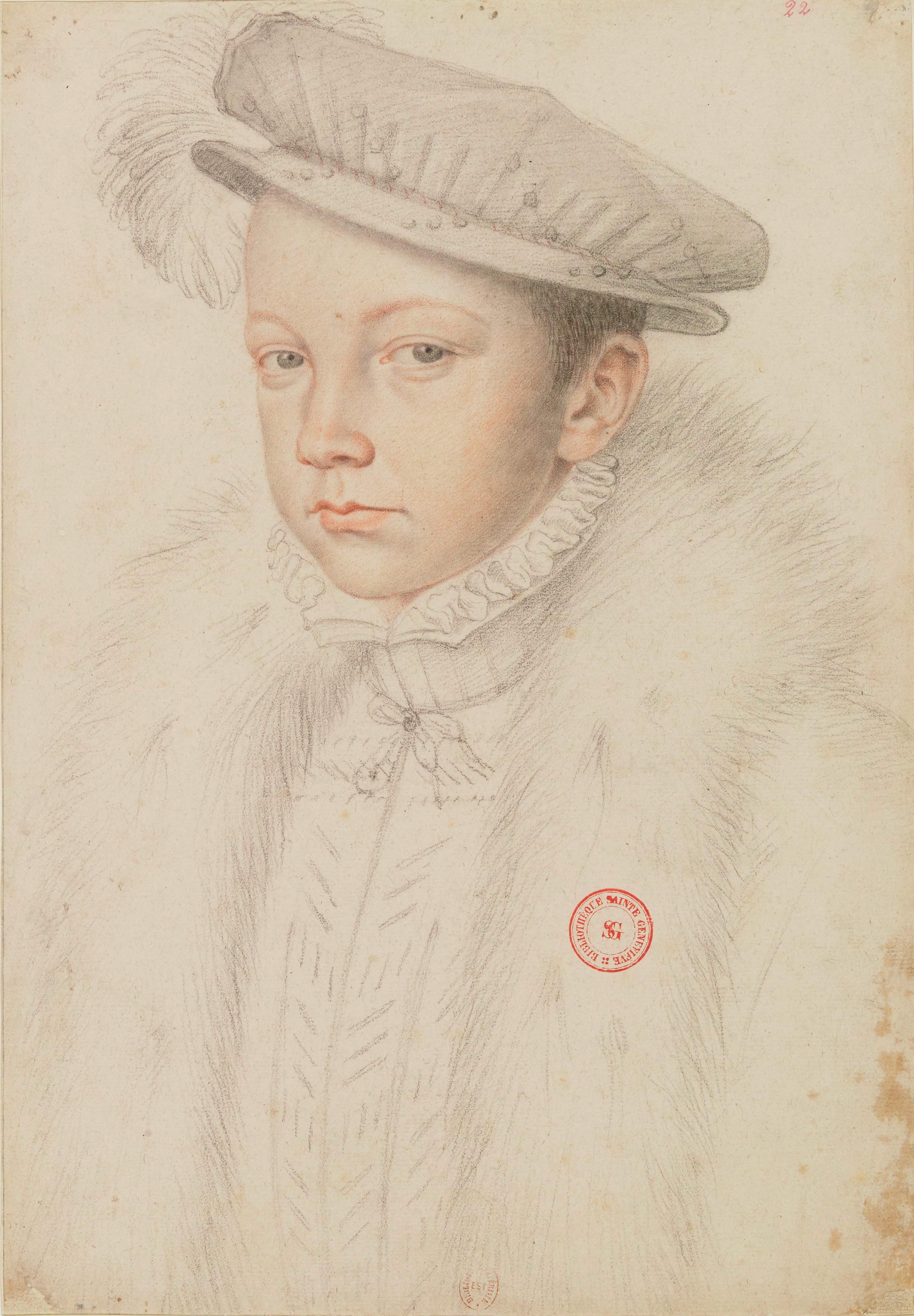
Francesc II, 1560, grafit i sanguina sobre paper, 33,5 × 23,4 cm, Biblioteca Nacional de França, París
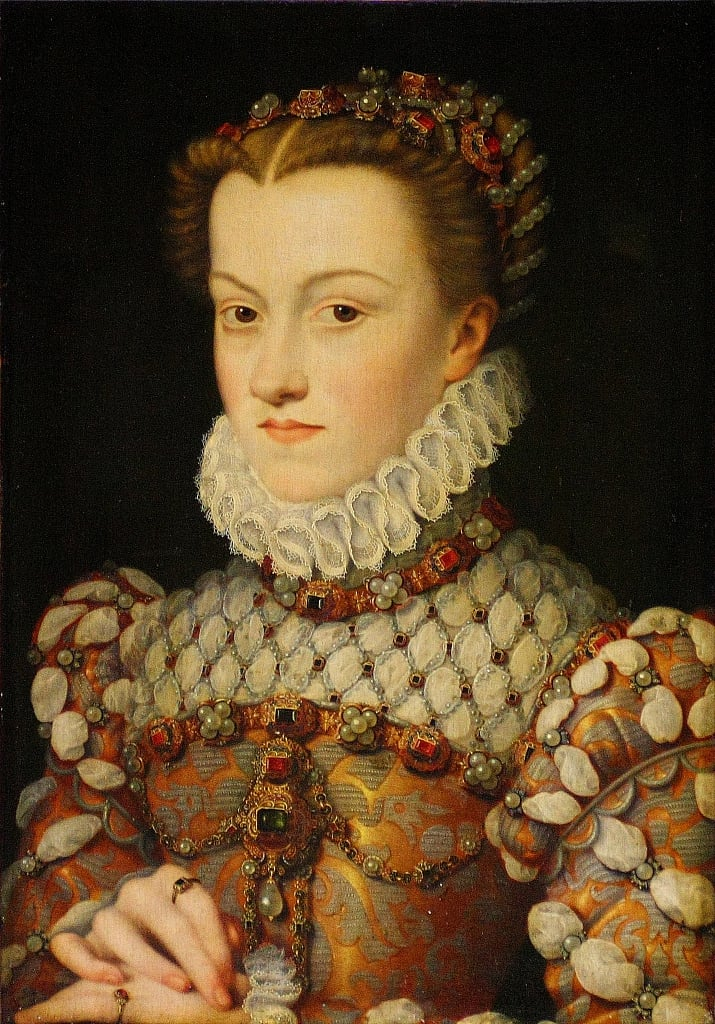
Isabel d'Àustria, 1571, oli sobre taula, 36 × 26 cm Museu del Louvre, París
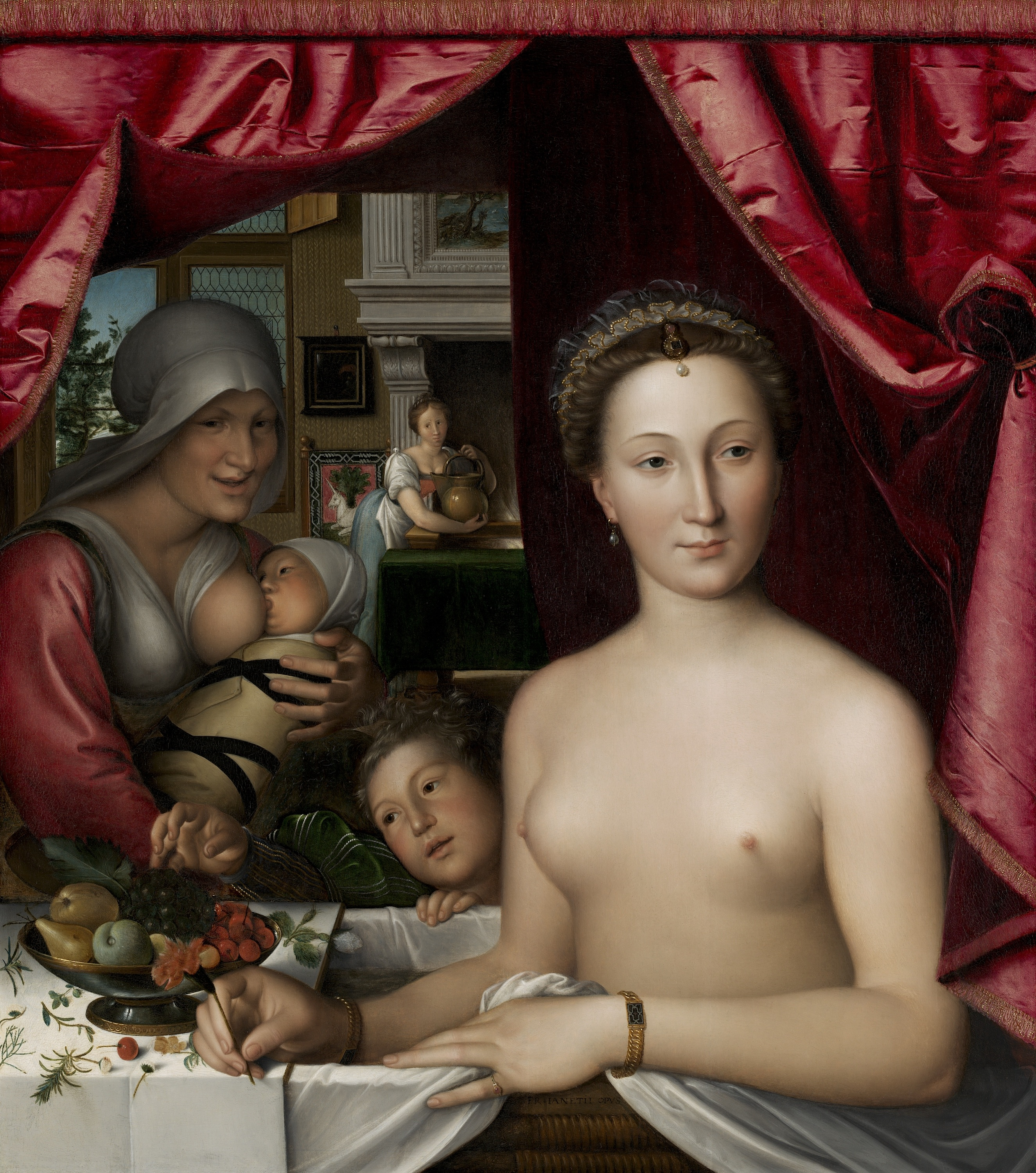
Diana de Poitiers de François Clouet (1571) a la National Gallery of Art, Washington DC